# Daniel Best

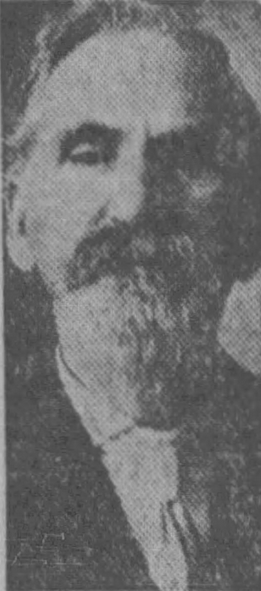
Daniel Best

Daniel Best is de oprichter van het bedrijf L. D. Brown, later omgedoopt tot Caterpillar.

## Jeugd
Daniel Best werd geboren op 28 maart 1838 als negende van zestien kinderen. Hij bracht zijn jeugd door in Missouri waar zijn vader een houtzagerij had. Later verhuisde zijn hele familie naar een boerderij met 160 bunder grond in Vincennes, Iowa. In 1859 ging hij werken als bewaker op een legertrein. Daarna werkte hij tien jaar in de mijnbouw en houtindustrie.

## De eerste machine
Best ontwikkelde samen met zijn broer in 1870 een machine om graan mee schoon te maken. De eerste versie van deze machine kon ruim 60 ton graan per dag schoonmaken. In 1871 werd er patent op deze machine aangevraagd. Hetzelfde jaar wonnen de broers ook een prijs voor de meest innovatieve machine. In 1872 presenteerde Daniel Best een verbeterde versie van de machine, die ook de vliesjes van de zaadjes afhaalde.

## Ontwikkeling van het bedrijf
Twee jaar later sloot hij overeenkomst met Nathaniel Slate waarmee hij een winkel opende in Oakland. In de plaatselijke haven werd het graan voor de export schoongemaakt. Met het geld dat hij daarmee verdiende, verhuisde hij naar Washington om zich meer op de hout- en mijnindustrie te storten. In Washington was er veel vraag naar zijn machines waardoor hij enkele fabrieken kon openen in zowel Washington als Oakland. Op 30 april 1919 kocht hij het bedrijf van Charles Henry Holt op, waarna hij zijn bedrijf Caterpillar noemde. De jaren daarna breidde zijn afzetmarkt zich uit naar Oregon en Californië. In de daarop volgende jaren kocht hij de bedrijven Remington Rough en Slan Leandro Plow Company op waardoor zijn bedrijf de grootste speler werd op het gebied van machines voor de mijnbouw.